# Liste de films tchadiens
Ci-dessous une liste des films produits par le cinéma tchadien. Cette liste est nécessairement incomplète.
Pour une liste alphabétique des films tchadiens voir Catégorie:Film tchadien.
| Année | Titre                    | Réalisateur          | Genre             | Notes |
| ----- | ------------------------ | -------------------- | ----------------- | ----- |
| 1966  | Les Abattoirs de Forchia | Édouard Sailly       | Film documentaire |       |
| 1967  | Le Troisième Jour        | Édouard Sailly       |                   |       |
| 1969  | L'Enfant du Tchad        | Édouard Sailly       |                   |       |
| 1995  | Goï-Goï                  | Mahamat Saleh Haroun | Court métrage     |       |
| 1995  | Bord' Africa             | Mahamat Saleh Haroun | Film documentaire |       |
| 1995  | Un taxi pour Aouzou      | Issa Serge Coelo     | Court métrage     |       |
| 1999  | Bye Bye Africa           | Mahamat Saleh Haroun | drame             |       |
| 2000  | Daresalam                | Issa Serge Coelo     | drame             |       |
| 2002  | Abouna                   | Mahamat Saleh Haroun | drame             |       |
| 2006  | Daratt                   | Mahamat Saleh Haroun | drame             |       |
| 2006  | DP75: Tartina City       | Issa Serge Coelo     | drame             |       |
| 2006  | Kalala                   | Mahamat Saleh Haroun | Film documentaire |       |
| 2010  | Un homme qui crie        | Mahamat Saleh Haroun | drame             |       |
| 2013  | Grigris                  | Mahamat Saleh Haroun | drame             |       |
| 2018  | Une saison en France     | Mahamat Saleh Haroun | drame             |       |
| 2021  | Lingui, les liens sacrés | Mahamat Saleh Haroun | drame             |       |
| 2023  | Diya, le prix du sang    | Achille Ronaimou     | drame             |       |